# Delta Heat
 (janvier 2024).
La mise en forme du texte ne suit pas les recommandations de Wikipédia : il faut le « wikifier ».
Les points d'amélioration suivants sont les cas les plus fréquents :
- Les titres sont pré-formatés par le logiciel. Ils ne sont ni en capitales, ni en gras.
- Le texte ne doit pas être écrit en capitales (les noms de famille non plus), ni en gras, ni en italique, ni en « petit »…
- Le gras n'est utilisé que pour surligner le titre de l'article dans l'introduction, une seule fois.
- L'italique est rarement utilisé : mots en langue étrangère, titres d'œuvres, noms de bateaux, etc.
- Les citations ne sont pas en italique mais en corps de texte normal. Elles sont entourées par des guillemets français : « et ».
- Les listes à puces sont à éviter, des paragraphes rédigés étant largement préférés. Les tableaux sont à réserver à la présentation de données structurées (résultats, etc.).
- Les appels de note de bas de page (petits chiffres en exposant, introduits par l'outil «  Source ») sont à placer entre la fin de phrase et le point final[comme ça].
- Les liens internes (vers d'autres articles de Wikipédia) sont à choisir avec parcimonie. Créez des liens vers des articles approfondissant le sujet. Les termes génériques sans rapport avec le sujet sont à éviter, ainsi que les répétitions de liens vers un même terme.
- Les liens externes sont à placer uniquement dans une section « Liens externes », à la fin de l'article. Ces liens sont à choisir avec parcimonie suivant les règles définies. Si un lien sert de source à l'article, son insertion dans le texte est à faire par les notes de bas de page.
- La présentation des références doit suivre les conventions bibliographiques. Il est recommandé d'utiliser les modèles {{Ouvrage}}, {{Chapitre}}, {{Article}}, {{Lien web}} et/ou {{Bibliographie}}. Le mode d'édition visuel peut mettre en forme automatiquement les références.
- Insérer une infobox (cadre d'informations à droite) n'est pas obligatoire pour parachever la mise en page.

Pour une aide détaillée, merci de consulter Aide:Wikification.
Si vous pensez que ces points ont été résolus, vous pouvez retirer ce bandeau et améliorer la mise en forme d'un autre article.

Delta Heat est un film américain, réalisé, en 1992, par Michael Fischa et écrit par Sam A. Scribner. Ce buddy movie a été tourné à la Nouvelle-Orléans, en Louisiane.

## Synopsis
Un policier de Los Angeles, Mike Bishop (Anthony Edwards) cherche à venger la mort de son partenaire, dans les marais de Louisiane. Ce dernier enquêtait sur un trafic de drogues, lié à des meurtres rituels. Pour cela, Bishop se rend à la Nouvelle-Orléans, sur les traces d'un trafiquant de drogue. Face à l'absence de preuves, il s'allie à un ancien flic, Jackson Rivers (Lance Henriksen), gravement traumatisé à cause d'une affaire de drogue qui a mal tourné et qui à la suite d'une explosion, a perdu son bras, grignoté par un crocodile.

## Fiche technique
- Titre : Duel dans le Bayou
- Titre original : Delta Heat
- Réalisation : Michael Fischa
- Scénario : Bruce Akiyama et Sam A. Scribner
- Production : Richard L. Albert, Rudy Cohen et Joseph Vittorie
- Société de production :
- Musique : Christopher Ting
- Montage : Avraham Karpick
- Décors : Don Day
- Costumes : Donna Chance, Stacey Chance
- Pays d'origine : États-Unis
- Langue : anglais
- Format : Couleurs – 1,85 - Mono - 35 mm
- Genre : Action, Policier
- Durée : 1H31
- Date de sortie : 1992

## Distribution
- Anthony Edwards : Mike Bishop
- Lance Henriksen : Jackson Rivers
- Betsy Russell : Vicky Forbes
- Linda Dona : Tine Tulane
- Rod Masterson : Crawford
- Gregg Brazel : Darrelle
- John P Fertitta : Bill
- Stoker Fontellieu : Garçon d'hôtel
- Jack Harris : Melancon
- Clyde Jones : Clayborne
- John McConnel : LaSalle
- Paul Tuger : Junky

## Autour du film
- Le scénario a été initialement écrit par Bruce Akiyama pour être un pilote de télévision, commandé par Sawmill Entertainment, mais après que le producteur Richard L. Albert ait réalisé The Forbidden Dance, il a décidé d'embaucher l'écrivain Sam Scribner pour adapter le scénario à la durée d'un long métrage;
- Pendant la production, le producteur Richard L. Albert a passé six heures dans les bayous au nord de la Nouvelle-Orléans pour convaincre le chasseur d'alligators, Bob Raymond, d'attraper 40 alligators, afin qu'ils apparaissent dans la scène finale.